# División administrativa de los territorios polacos durante la Segunda Guerra Mundial

Cuarta partición de Polonia: consecuencia del pacto nazi-soviético; División de los territorios polacos en los años 1939–1941.

La división administrativa de los territorios polacos durante la Segunda Guerra Mundial se puede dividir en varias fases, cuando los territorios de la Segunda República Polaca fueron administrados primero por la Alemania nazi (en el oeste) y la Unión Soviética (en el este), después (tras la invasión alemana de la Unión Soviética) en su totalidad por la Alemania nazi y finalmente (siguiendo el impulso soviético hacia el oeste) nuevamente por la Unión Soviética. A partir de la reforma de 1946, la división administrativa fue devuelta a Polonia (ver División administrativa de la República Popular de Polonia).
Después de que Alemania y la Unión Soviética hubieran dividido Polonia en 1939, luego de su invasión, la mayor parte del territorio étnicamente polaco terminó bajo control alemán, mientras que las áreas anexas a la Unión Soviética eran pueblos étnicamente diversos, con el territorio dividido en varias áreas, algunas de las cuales tenía una mayoría no polaca significativa (ucranianos en el sur y bielorrusos en el norte), muchos de los cuales se sintieron alienados en la Polonia de entreguerras y dieron la bienvenida a los soviéticos. No obstante, los polacos compusieron el mayor grupo étnico en los territorios anexados por los soviéticos.

## Zona soviética (1939-1941)
Artículo principal: Territorios polacos anexionados por la Unión Soviética

Cambios en la administración de los territorios polacos tras la invasión alemana de la Unión Soviética en 1941. El mapa muestra el estado en 1944.

Al final de la guerra defensiva polaca, la Unión Soviética había tomado el 52,1% del territorio de Polonia (alrededor de 200,000 km²), con más de 13.700.00 de personas. Las estimaciones varían; La profesora Elżbieta Trela-Mazur da los siguientes números con respecto a la composición étnica de estas áreas: 38% polacos (aproximadamente 5,1 millones de personas), 37% ucranianos, 14.5% bielorrusos, 8.4% judíos, 0.9% rusos y 0.6% alemanes. También había 336.000 refugiados de las áreas ocupadas por Alemania, la mayoría de ellos judíos (198.000). Las áreas ocupadas por la URSS se anexaron al territorio soviético, con la excepción del área de Wilno, que fue transferida a Lituania, aunque pronto se unió a la URSS, cuando Lituania se convirtió en una república soviética.
Bajo los términos del Pacto Ribbentrop-Mólotov, firmado por acuerdo el 28 de septiembre de 1939, la Unión Soviética, se anexionó todo el territorio polaco al este de la línea de los ríos Pisa, Narev, Bug y San, excepto el área alrededor de Wilno (Vilnius) , que fue entregada a Lituania, y a la región de Suwałki, que fue anexionada por Alemania. Estos territorios fueron habitados en gran parte por ucranianos y bielorrusos, con minorías de polacos y judíos (ver números exactos en la Línea Curzon). El área total, incluyendo el área dada a Lituania, fue de 201.000 kilómetros cuadrados, con una población de 13.5 millones. Una pequeña franja de tierra que formaba parte de Hungría antes de 1914, también fue entregada a Eslovaquia.

## Zona alemana (1939-1945)

### Anexión de los territorios polacos seleccionados
Artículo principal: Territorios polacos anexionados por la Alemania nazi
Bajo los términos de dos decretos de Hitler (8 de octubre y 12 de octubre de 1939), grandes áreas del oeste de Polonia fueron anexionadas por Alemania. Éstas incluían todos los territorios tomados por Prusia en las Particiones de Polonia que Alemania perdió posteriormente bajo el Tratado de Versalles de 1919, incluido el Corredor polaco, Wielkopolska, así como los territorios divididos después de plebiscitos como la Alta Silesia, así como un gran área al este de estos territorios, incluida la ciudad de Łódź.
El área de estos territorios anexos era de 94.000 km² y la población era de unos 10 millones, la gran mayoría de los cuales eran polacos. Las partes anexionadas estaban controladas por una administración alemana gobernada por un Gauleiter, un sistema similar en la práctica al del Reich. Cerca de 1 millón de polacos fueron expulsados de esta zona gobernada por Alemania, mientras que 600.000 alemanes de Europa oriental y 400.000 del Reich alemán fueron asentados allí.
| Unidades administrativas alemanas nazis | Unidades administrativas alemanas nazis  | Unidades administrativas anexionadas | Unidades administrativas anexionadas                                                                                           |
| Reichsgau/Gau (Provincia) | Regierungsbezirk (Región administrativa) | Voivodato polaco/estado              | Condados |
| --- | ---------------------------------------- | ------------------------------------ | --- |
| Reichsgau Wartheland (Warthegau) inicialmente Reichsgau Posen | Posen Hohensalza Litzmannstadt5          | Poznań                               | Todos |
| Reichsgau Wartheland (Warthegau) inicialmente Reichsgau Posen | Posen Hohensalza Litzmannstadt5          | Łódź                                 | La mayoría |
| Reichsgau Wartheland (Warthegau) inicialmente Reichsgau Posen | Posen Hohensalza Litzmannstadt5          | Pomerania                            | 5 condados |
| Reichsgau Wartheland (Warthegau) inicialmente Reichsgau Posen | Posen Hohensalza Litzmannstadt5          | Varsovia                             | 1 condado |
| Reichsgau Danzig-Prusia Occidental1 (Danzig-Westpreußen) inicialmente Reichsgau Prusia Occidental | BrombergDanzig1 Marienwerder1            | Gran Pomerania                       | La mayoría |
| Reichsgau Danzig-Prusia Occidental1 (Danzig-Westpreußen) inicialmente Reichsgau Prusia Occidental | BrombergDanzig1 Marienwerder1            | Ciudad Libre de Danzig               | |
| Prusia Oriental1 (Ostpreußen) casi toda la parte sur2 | Zichenau Gumbinnen1                      | Varsovia                             | Ciechanów, Działdowo, Maków, Mława, Płock, Płońsk, Przasnysz, Sierpc; partes de Łomża, Ostrołęka, Pułtusk, Sochaczew, Varsovia |
| Prusia Oriental1 (Ostpreußen) casi toda la parte sur2 | Zichenau Gumbinnen1                      | Białystok                            | Suwałki y parte de Augustów |
| Prusia Oriental1 (Ostpreußen) casi toda la parte sur2 | Bezirk Bialystok(unido en 1941)6         | Białystok                            | Suwałki y parte de Augustów |
| Alta Silesia13 (Oberschlesien) casi toda la parte oriental4 | KattowitzOppeln1                         | Silesia Autónoma                     | |
| Alta Silesia13 (Oberschlesien) casi toda la parte oriental4 | KattowitzOppeln1                         | Kielce                               | Sosnowiec, Będzin, Zawiercie, Olkusz                                                                                           |
| Alta Silesia13 (Oberschlesien) casi toda la parte oriental4 | KattowitzOppeln1                         | Cracovia                             | Chrzanów, Oświęcim, Żywiec |
| 1 El gau o Regierungsbezirk solo comprendían parcialmente territorio anexado 2 Las partes anexionadas también se conocen como "Prusia Sudoriental" (en alemán: Südostpreußen) 3 El gau Alta Silesia fue creado en 1941, antes de que fuera parte del gau Silesia. 4 Las partes anexionadas también se conocen como "Alta Silesia Oriental" (en alemán: Ostoberschlesien) 5 Con el nombre de la ciudad principal, en polaco: Łódź. El equivalente alemán Lodz fue entregado a Litzmannstadt en 1940, por lo que el nombre del Regierungsbezirk fue cambiado en consecuencia. 6 No incorporado, pero administrado por el gau Prusia Oriental, adjunto después de la invasión nazi alemana de la Unión Soviética, en 1941 |                                          |                                      | |

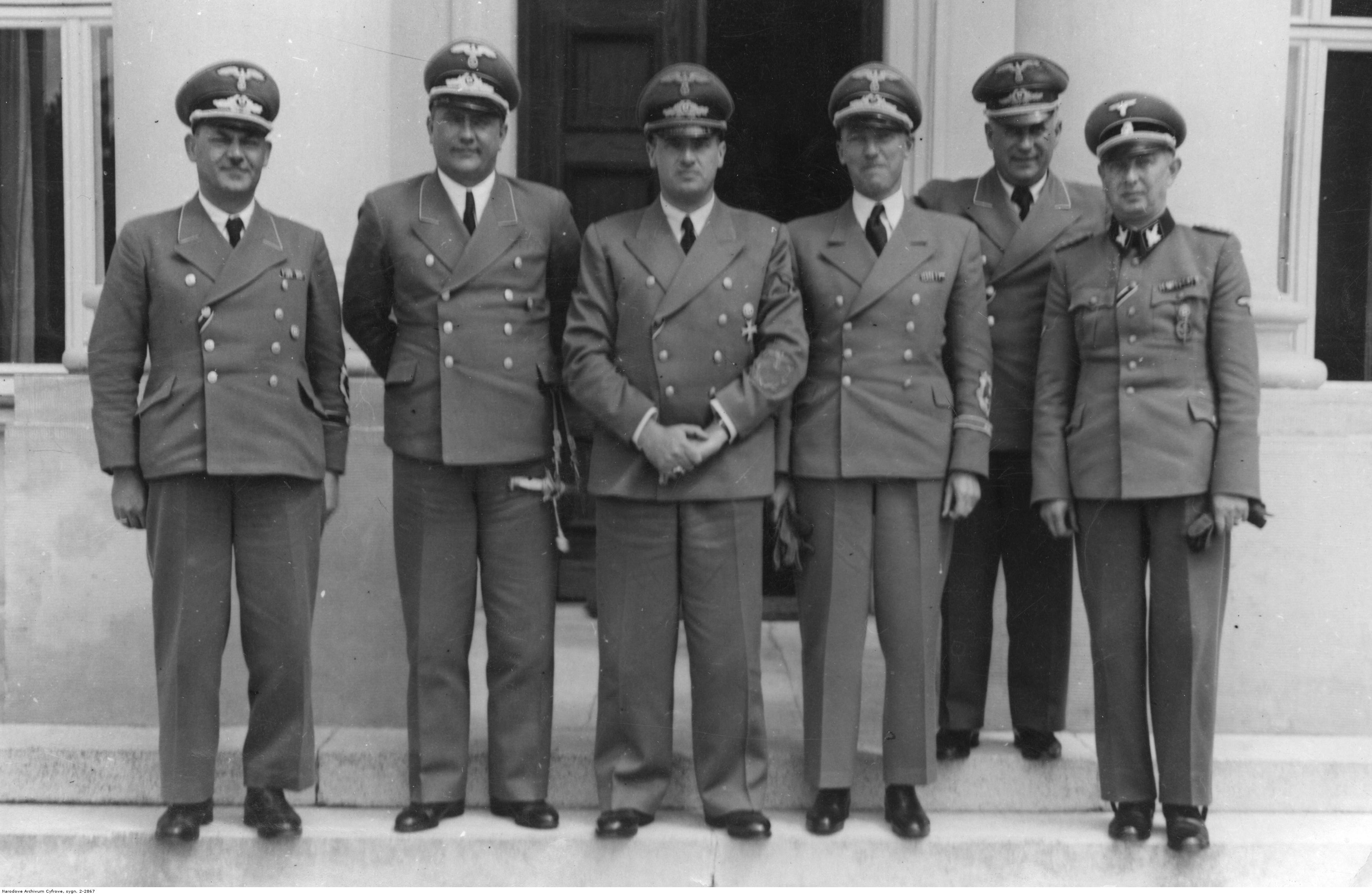
Hans Frank con administradores de distritos en 1942, desde la izquierda: Ernst Kundt, Ludwig Fischer, Hans Frank, Otto Wächter, Ernst Zörner, Richard Wendler.

### Creación del Gobierno General
El territorio restante fue colocado bajo una administración alemana llamada Gobierno General (en alemán: Generalgouvernement für die besetzten polnischen Gebiete), con su capital en Cracovia. El Gobierno General se subdividió en cuatro distritos, Varsovia, Lublin, Radom y Cracovia (Distrikt Krakau).
Un abogado alemán y prominente nazi, Hans Frank, fue nombrado "Gobernador General de los territorios polacos ocupados" el 26 de octubre de 1939. Frank supervisó la segregación de los judíos en guetos nazis en las ciudades más grandes, particularmente Varsovia, y el uso de civiles polacos como mano de obra esclava en las industrias de guerra alemanas.

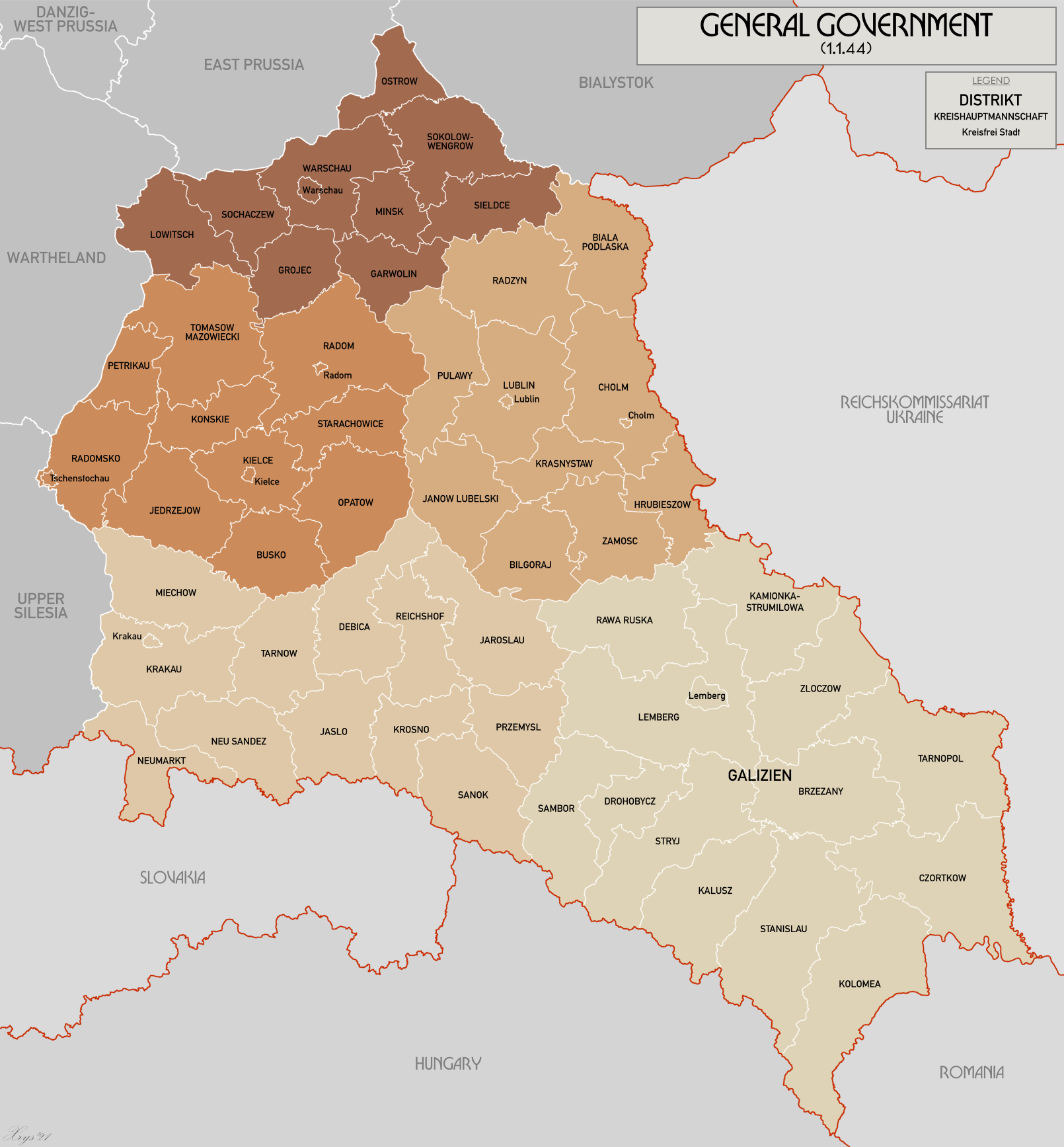
Mapa de las administraciones del Gobierno General.

### Invasión alemana de la Unión Soviética
Después de la Operación Barbarroja, la invasión alemana de la Unión Soviética en junio de 1941, los territorios polacos anexionados a las repúblicas ucraniana y bielorrusa fueron organizados por los alemanes de la siguiente manera:
- Bezirk Bialystok (distrito de Białystok), que incluía los condados de Białystok, Bielsk Podlaski, Grajewo, Łomża, Sokółka, Volkovysk y Grodno, que estaban "vinculados a" (pero no incorporados a) Prusia Oriental;
- Generalbezirk Litauen: la provincia de Vilna se incorporó a Lituania y se incorporó al Reichskommissariat Ostland;
- Generalbezirk Weißruthenien - "Rusia Blanca" (la sección occidental de la actual Bielorrusia) se incorporó al Reichskommissariat Ostland;
- Generalbezirk Wolhynien und Podolien - la provincia polaca de Volhynia, que se incorporó al Reichskommissariat Ukraine; y
- Este de Galitzia, que se incorporó al Gobierno General y se convirtió en su quinto distrito, el Distrito de Galitzia (Distrikt Galizien).

## Regreso de la administración soviética (1944-1945)
Ver también: Comité Polaco de Liberación Nacional
Las fuerzas soviéticas regresaron a los antiguos territorios de la Segunda República Polaca durante la ofensiva de verano de 1944, Operación Bagration, específicamente en la Ofensiva de Lublin-Brest, lo que llevó a la Ofensiva de Vístula-Óder de 1945. Sin embargo, en términos de política internacional, mucho más importante, una victoria más importante aún fue conseguida por Stalin ya en 1943, cuando los aliados occidentales cedieron a sus demandas durante la Conferencia de Teherán, para la anexión del este de Polonia por la Unión Soviética.
Con total control y patrocinio soviéticos, en julio de 1944, el Comité Polaco de Liberación Nacional (Polski Komitet Wyzwolenia Narodowego, PKWN), se formó un gobierno provisional polaco. Su propósito era administrar los territorios asignados para el regreso a la Polonia recién reformada. A partir de los decretos comunistas de 1946, los poderes legales se pasaron a la administración local (ver División administrativa de la República Popular de Polonia).

## Destrucción del Estado secreto polaco
A lo largo de la Segunda Guerra Mundial, Polonia tuvo una administración clandestina única mantenida por el Estado secreto polaco. Para ver las divisiones regionales de Polonia hechas por el ejército clandestino conocido como Armia Krajowa, vea áreas y regiones de operación. Tras la rendición alemana, agencias soviéticas como el NKVD y el SMERSH procedieron a eliminar todas las estructuras que se originaron en la Segunda República Polaca antes de la guerra. Más de 20.000 polacos, incluido el héroe de Auschwitz, Witold Pilecki, fueron asesinados en prisiones comunistas.